# Djævelens Tommelfinger
Djævelens Tommelfinger är ett berg i Grönland (Kungariket Danmark). Den ligger i kommunen Qaasuitsup, i den nordvästra delen av Grönland, 1 200 km norr om huvudstaden Nuuk. Djævelen Tommelfinger är 564 meter högt och ligger på ön Kullorsuaq.